# Constantin II (prince d'Arménie)
Pour les articles homonymes, voir Constantin II.
Constantin II ou Kostandin II (en arménien Կոստանդին Բ), mort en 1129, est un prince des Montagnes (Cilicie arménienne) roupénide ayant régné en 1129. Il est le fils de Thoros Ier d'Arménie, lui-même prince des Montagnes.
Il succède à son père en février 1129, mais il est emprisonné dès son avènement, puis empoisonné. Son oncle Léon Ier d'Arménie lui succède.